# Kitana Kiki Rodriguez
Kitana Kiki Rodriguez es una actriz estadounidense. Saltó a la fama por su papel como Sin-Dee Rella en la película Tangerine (2015) de Sean Baker. 

## Biografía
Kitana Kiki Rodríguez ha participado en películas como Made in Hollywood (2005) o Tangerine (2015), así como en la 31.ª edición de los premios Spirit de Cine Independiente (en inglés, Film Independent Spirit Awards de 2016). Su aparición en Tangerine, el aplaudido filme de 2015 que Sean Baker filmó con iPhones, estuvo a punto de convertirla en la primera actriz abiertamente transgénero en ser nominada a los premios Oscar, junto a su compañera Mya Taylor, que sí ganó en 2016 el premio Spirit por el papel. Kiki Rodríguez se dedicó durante un tiempo al trabajo sexual.

## Filmografía

### Cine
| Año  | Título    | Papel         | Notas                                                                                    |
| ---- | --------- | ------------- | ---------------------------------------------------------------------------------------- |
| 2015 | Tangerine | Sin-Dee Rella | Nominada – Premio Spirit a la mejor actriz Nominada - Premios Gotham a actriz revelación |

### Televisión
| Año  | Título            | Papel      | Notas             |
| ---- | ----------------- | ---------- | ----------------- |
| 2015 | Made in Hollywood | Ella misma | Episodio: "10.37" |